# Cima del Redentore (monti Sibillini)
La Cima del Redentore (2.448 m s.l.m.) è una delle cime più elevate dei Monti Sibillini (gruppo del monte Vettore), nonché la cima più alta dell'Umbria, al confine con la regione Marche.

## Descrizione
Rappresentando la vetta più visibile del gruppo sul versante occidentale, la cima è spesso confusa con il Monte Vettore propriamente detto, di poco più elevato e meglio visibile sul versante orientale. La vista più nota è dai Piani di Castelluccio, con il Cordone roccioso e lo sperone dello Scoglio dell'Aquila a caratterizzare il versante.  
Vista dall'inizio della valle, specialmente da Foce di Montemonaco, appare particolarmente imponente. Collocata sopra il Lago di Pilato, rappresenta, soprattutto d'inverno, una ambita meta per gli scalatori.
Il sistema di valli che convergono verso questa parte dei Sibillini è solo uno dei tanti che caratterizzano il settore marchigiano del parco. Queste valli, disposte quasi parallelamente l'una all'altra, hanno origini glaciali, e quindi conformazione simile. Le più importanti sono la Valle dell'Infernaccio (al di là del monte Sibilla) e la valle dell'Ambro (al di là del monte Priora).

### Vie di salita
Sono diversi i sentieri da percorrere per giungere sulla vetta di questa cima. Il primo è quello che da Foce di Montemonaco, verso sud, giunge al Lago di Pilato (da 2,5 a 3 ore circa); giunti lì, si procede verso il rifugio Zilioli, poi, da qui, verso la panoramicissima cresta, da cui si può spaziare dalla provincia di Ascoli Piceno e Macerata a est, con il mare Adriatico e le numerose colline e fiumi che sono disposti "a pettine" verso questo, fino al paesaggio "lunare" del piano di Castelluccio di Norcia, in Umbria, ad ovest.
Un altro sentiero, ideale per coloro che vengono dall'Umbria, è quello che da Forca di Presta sale sempre fino al rifugio Tito Zilioli, passato il quale piega a sinistra e sale lungo la linea di cresta fino in vetta.
In alternativa, la lunga e panoramica cresta presa da nord da Casale Ghezzi e Forca Viola.
Una volta giunti alla sommità della Cima del Redentore, il panorama, oltre a comprendere l'entroterra umbro e marchigiano, offre una visuale completa della valle di Pilato, del piano della Gardosa e dei Piani di Castelluccio di Norcia.

### Geologia

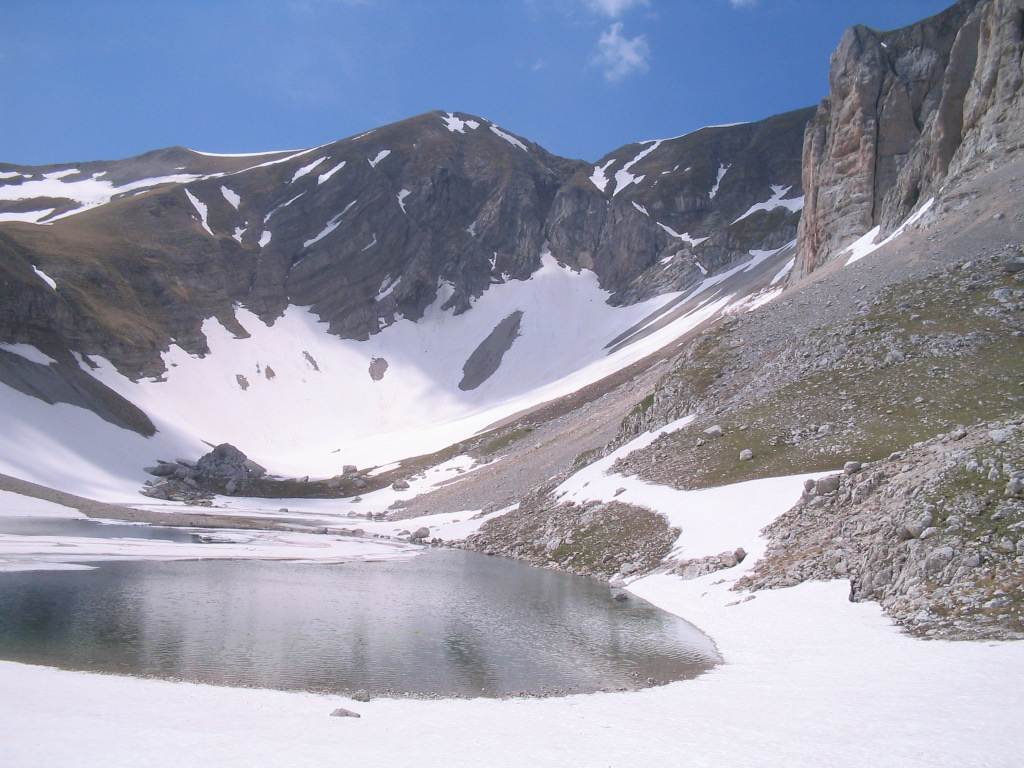
Cima Redentore dal sottostante lago di Pilato, a destra si scorge la parete del Pizzo del Diavolo